# Nano (mitologia)

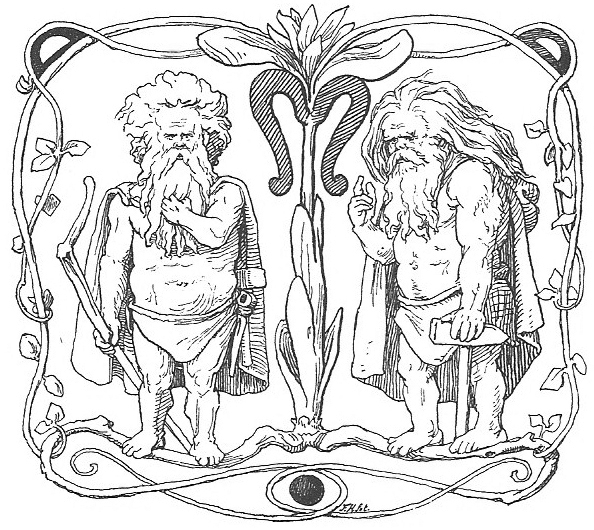
Illustrazione di due nani del 1895 di Lorenz Frølich per una edizione del XIX secolo della Völuspá

I nani, nelle mitologie dei popoli germanici, sono creature che dimorano nei monti e nel sottosuolo, noti per essere grandi fabbri e minatori. Sono descritti simili ad umani tozzi e di dimensioni ridotte, sebbene alcuni studiosi hanno avanzato l’ipotesi che possa essere uno sviluppo in epoche successive.

## Etimologia
Il termine nano utilizzato nelle lingue romanze deriva dal latino nanus, a sua volta proveniente dal greco νάνος, col significato di "piccolo nel suo genere".
Il termine utilizzato nelle mitologie nordiche (norreno dvergr, plurale dvergar) e nelle lingue germaniche moderne deriva dal proto-germanico *đwergaz,, la cui origine è dibattuta. Alcuni studiosi lo fanno derivare dal proto-indoeuropeo *DʰEUR ("danno"), altri dal *DʰREUGʰ- ("ingannare") (notare come il norreno draugr significhi "spettro", mentre il tedesco "traum" e l'inglese dream "sogno").
Un'interessante teoria fa derivare il termine dalla radice proto-indoeuropea *DʰWER- «porta».
In tal caso, come suggeriscono anche alcune comparazioni applicate alla linguistica storica, il termine germanico per nano significherebbe "guardiano della porta", nel senso di entità psicopompa e in generale associata alla morte, ruolo conservato in alcuni miti tramandati assieme al ruolo di spirito della natura (sotterranea).
Secondo altri studiosi, *đwergaz andrebbe inteso come "esseri demoniaci", osservando la vicinanza al sanscrito dhvarās, termine indicante una sorta di demoni femminili.
Altri ancora interpretano la parola come «ridotto, rattrappito», relazionandola con l'antico persiano drwa- "minuscolo" (nel senso anche di "deforme"), o con il lettone drugti "ridursi".

## Mitologia norrena
Nella mitologia norrena sono descritti come esseri legati alla terra, con una tale abilità quali fabbri e orefici da poter realizzare manufatti straordinari, in grado di conferire agli oggetti portentosi poteri magici.
Potevano anche avere il ruolo di spiriti della natura, similmente agli elfi della luce (Liósálfar), il che può suggerire il motivo per cui acquisirono il nome di elfi neri (Svartálfar), sebbene quest'ultimi due termini sono presenti solo nella Edda in prosa e nei testi successivi basati su di essa. Al pari di divinità minori, i nani Norðri, Suðri, Austri e Vestri avevano il compito cosmogologico di sostenere i quattro punti cardinali. Nýi e Niði governano rispettivamente la luna crescente e calante.
La loro dimora era il reame sotterraneo di Nidavellir, uno dei nove mondi legato, secondo la cosmologia della mitologia norrena, al Frassino del Mondo Yggdrasill.
Erano generalmente considerati egoisti, avidi e astuti. Erano i creatori della maggior parte degli artefatti degli dèi, sia Æsir che Vanir. Tra le loro creazioni più famose ci sono la lancia Gungnir e l'anello d'oro Draupnir di Odino, il martello Mjöllnir di Thor, i capelli d'oro di Sif, il collare Brísingamen di Freyja ed anche la nave Skíðblaðnir di Freyr. I nani fabbricarono anche certi tipi di elmetti detti huliðshjálmr (elmetti nascondenti), o a volte un mantello, che potevano rendere chi li indossava invisibile.

### Genealogia

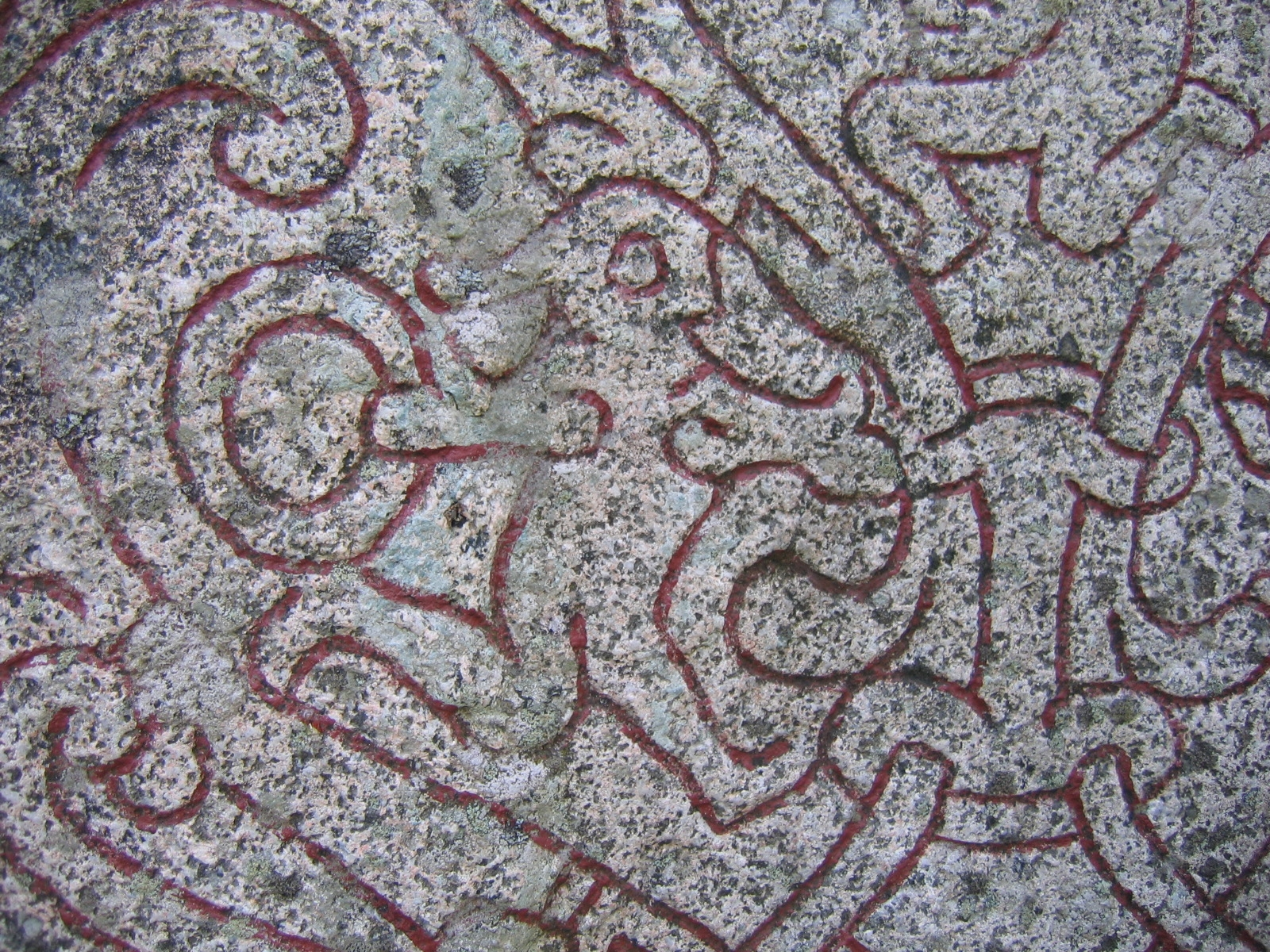
Raffigurazione del nano Andvari nella pietra U 1163, tra le pietre runiche di Sigfrido, rinvenuta a Drävle, Uppland

La generazione dei nani viene trattata nella Völuspá, parte dell'Edda poetica. Secondo essa, la stirpe dei nani si formò sotto terra, dove presero vita come vermi nella carne morta del gigante Ymir. Odino ed i suoi fratelli Víli e Vé, riuniti in un consiglio, diedero a queste creature un aspetto antropomorfo e l'intelligenza.
I nani allora andarono ad abitare nella terra e nel fango, nonché nella pietra e fra le rocce:
á rökstóla,

ginnheilög goð,

ok gættusk of þat,

hvárt skyldi dverga

dróttir skepja

ór Brimis blóði

ai troni del giudizio,

divinità santissime

e su questo deliberarono:

chi dovesse dei nani

le schiere foggiare

dal sangue di Brimir

e dagli ossi di Bláinn.»
(Edda poetica - Völuspá - Profezia della Veggente)
I nani presero dimora nella terra molle e nel fango, tra le pietre e le rocce. Móðsognir era il più famoso tra loro, e un altro aveva nome Durinn.
Draupnir, Dolgþvari,

Haur, Hugstari,

Hleðiolfr, Glóinn,

Dóri, Óri,

Dúfr, Andvari,

Heftifili,

Draupnir, Dolgþvari,

Haur, Hugstari,

Hleðiolfr, Glóinn,

Dóri, Óri,

Dúfr, Andvari,

Heftifili,

Hár, Svíarr.»
(Snorri Sturluson - Edda in prosa - Gylfaginning - XIV)
L'origine dei nani secondo l'Edda in prosa differisce leggermente: essi si generarono dal sangue del gigante Ymir, non dalla sua carne morta.

### Alcuni nani menzionati nellaVöluspá

#### Alvis
Alvis ("tutto saggio") aveva stretto un patto con gli dei, in cambio delle armi che avrebbe fabbricato gli era stata promessa in sposa Þrúðr, figlia di Thor. Thor progettò un piano per impedire ad Alvis di sposare sua figlia: gli disse che a causa della sua bassa statura avrebbe dovuto provare la sua saggezza. Alvis si disse d'accordo e Thor fece durare la prova fino al sorgere del sole, sicché Alvis rimase pietrificato e Thrud non dovette sposarlo.

#### Andvari
Andvari viveva sotto una cascata ed aveva il potere di mutarsi in luccio a volontà. Possedeva un anello magico chiamato Andvaranautr, che lo manteneva ricco. Nella versione di Richard Wagner è conosciuto come Alberich. Loki lo catturò di sorpresa con una rete fornita da Rán e lo obbligò a consegnargli Andvaranautr ed il suo oro. Andvari gettò una maledizione sull'anello in modo che distruggesse chiunque lo possedesse, conducendo (inevitabilmente) a molte sfortune.

#### Brokk e Sindri
Brokk e Sindri sono due fratelli. Loki riuscì ad ottenere i capelli di Sif, Skíðblaðnir la nave di Freyr, Gungnir la lancia di Odino forgiata dai figli di Ivaldi e scommise, mettendo in palio la propria testa, con Brokk che suo fratello Sindri non sarebbe riuscito a produrre oggetti di pari valore. 
Sindri lavorò alla sua fornace mentre suo fratello pompava sui mantici, ma una mosca (a volte ritenuta Loki stesso) iniziò a pungere Brokk cercando di fermarlo e di fargli rovinare gli oggetti. 
Sindri riuscì nell'impresa creando l'anello d'oro Draupnir, il cinghiale d'oro Gullinbursti ed il martello Mjöllnir (anche se quest'ultimo con un'impugnatura più piccola di quanto non avrebbe dovuto essere). Brokk vinse la scommessa, ma Loki non gli permise di prendergli la testa poiché così facendo avrebbe ferito il suo collo che non era incluso nella scommessa.

#### Durinn
Durinn era uno dei primi nani secondo la Völuspá.

#### Dvalin
Dvalin era il signore dei nani ed uno dei più potenti di essi, famoso principalmente per aver portato fra i nani le rune. Egli aveva anche creato la parrucca d'oro di Sif, Gungnir la lancia di Odino, Skíðblaðnir la nave di Freyr, la spada magica Tyrfing e con l'aiuto di Alfrik, Berling e Grer Brísingamen, l'incredibile collare di Freyja, (Freyja ripagò i quattro artigiani con quattro notti nel suo letto).

#### Fjalarr e Galarr
Fjalarr e suo fratello Galarr uccisero Kvasir e trasformarono il suo sangue nell'idromele della poesia che ispirava i poeti. Fjalarr e Galarr uccisero poi un gigante chiamato Gillingr, insieme con sua moglie, ma il loro figlio Suttung cercò i suoi genitori e minacciò i due fratelli che gli offrirono l'idromele magico. Suttung lo prese e lo nascose al centro di una montagna, dove lo sorvegliò con sua figlia Gunnlöð. Odino decise infine di ottenere l'idromele. Per un'intera estate lavorò al servizio di Baugi, un contadino fratello di Suttung, quindi chiese in cambio un singolo sorso di idromele. Baugi perforò la montagna, ma Odino cambiò forma in serpente e si introdusse all'interno. Dentro Gunnlöð stava di guardia ma si lasciò convincere a lasciargli bere tre sorsi. Odino bevve tutto l'idromele, mutò forma in aquila e scappò.

## Influenza culturale

### Nani nelle opere tolkieniane

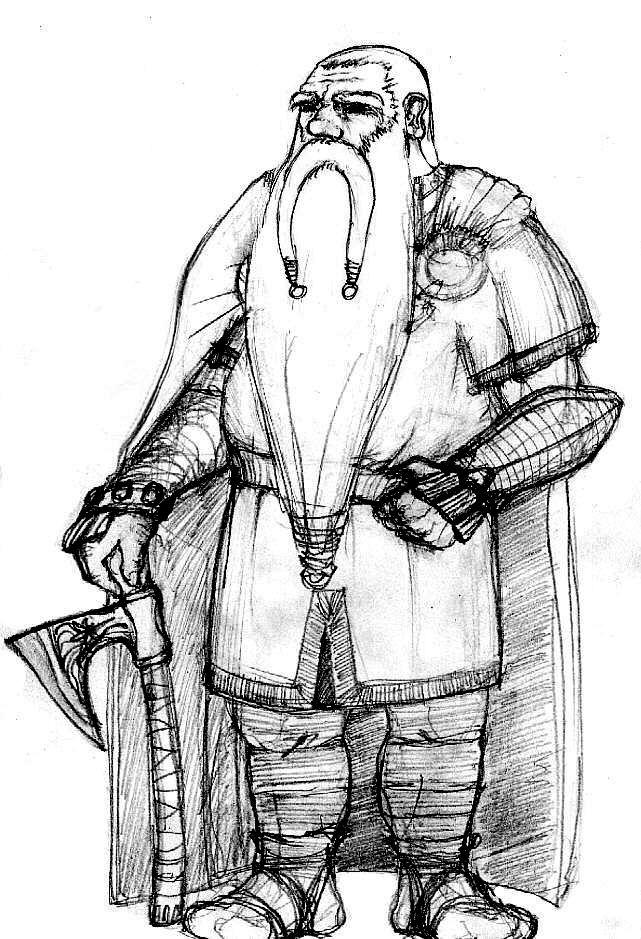
Raffigurazione di un nano

J. R. R. Tolkien era un ottimo filologo, pertanto si presume conoscesse il "catalogo dei nani" attestato nei testi norreni. I tredici nani che fanno visita a Bilbo Baggins, all'inizio de Lo Hobbit (1937), Balin, Dwalin, Kili, Fili, Dori, Nori, Ori, Oin, Glóin, Bifur, Bofur, Bombur e Thorin, hanno nomi che derivano dalla versione del "catalogo" contenuta nell'Edda in prosa. Solo il primo nome, Balin, è stato inventato da Tolkien, gli altri li ritroviamo tutti: Dvalinn, Kili, Fili, Dóri, Nóri, Óri, Óinn, Glóinn, Bífurr, Báfurr, Bömburr e Þorinn. Si può ancora aggiungere che il nano Thorin era chiamato "Scudodiquercia", ed è infatti questo il significato del nome di un altro dei nani eddici: Eikinskjaldi. Anche Durin, capostipite dei nani Lunghebarbe, si ispira probabilmente nel nome al norreno Durinn.
Anche Gandalf, lo stregone che giunge a casa di Bilbo assieme alla numerosa compagnia, deriva il suo nome da quello del nano Gandálfr, che significa "elfo incantatore" (in norreno gandr è parola legata alle pratiche magiche e incantatorie).

### Nani nelle Cronache di Narnia
C.S. Lewis ha citato i nani numerose volte durante le sue Cronache di Narnia. Aslan li definì "figli della terra" (nello stesso modo in cui gli umani venivano chiamati figli di Adamo ed Eva), ed erano molto noti per la loro capacità di forgiare utensili ed armamenti. Ne Il nipote del mago, essi vennero creati insieme ai Fauni, ai Satiri, alle Driadi e alle Naiadi e forgiarono le corone dei primi re e regine del Regno di Narnia. Durante il Lungo Inverno ed il regno della regina Jadis, i nani neri si schierarono con la regina. Ne L'ultima battaglia, i nani nel pieno del disordine sociale dovuto all'affare del Falso Aslan, decisero di continuare come gruppo etnico indipendente dissociandosi dal resto dei Narniani.

## Curiosità
A Vicenza si trova la Villa Valmarana ai Nani. La presenza di statue di nani sul muro di cinta della villa è legata ad una particolare leggenda.